# Rhynchina desquamata
Rhynchina desquamata là một loài bướm đêm trong họ Erebidae.